# Museum für Fotografie (Berlin)
Das Museum für Fotografie ist eine Einrichtung der Staatlichen Museen zu Berlin der Stiftung Preußischer Kulturbesitz als eine Abteilung der Kunstbibliothek. Es befindet sich im ehemaligen Landwehr-Kasino in der Jebensstraße 2 gegenüber dem Bahnhof Zoologischer Garten im Berliner Ortsteil Charlottenburg.

## Geschichte des Gebäudes
Der neoklassizistische Bau wurde als Kasino des „Offizierscorps der Landwehr-Inspektion Berlin e. V.“ errichtet. In Anwesenheit Kaiser Wilhelms II. wurde das von Heino Schmieden und Julius Boethke geplante Gebäude am 2. September 1909 eingeweiht. Im Gegensatz zur schlichten äußeren Erscheinung hatte es eine prachtvolle Innenausstattung und beherbergte Festsäle, Gästezimmer und ein Restaurant. Der repräsentativste Raum war der 665 m² große und elf Meter hohe Kaisersaal im zweiten Obergeschoss.
Der Berliner Senat erwarb das im Zweiten Weltkrieg stark beschädigte Landwehr-Kasino im Jahr 1950 und stellte es der Kunstbibliothek zur Verfügung. Von 1978 bis 1986 nutzte die Berlinische Galerie die Räumlichkeiten für Ausstellungen. Mit dem Bezug des Neubaus der Kunstbibliothek 1993 am Kulturforum wurde das Haus lediglich noch als Depot und Werkstatt vom Museum Europäischer Kulturen und der Alten Nationalgalerie genutzt. Von 2008 bis 2010 wurde der zweigeschossige Kaisersaal als Ausstellungsfläche hergerichtet.

## Museum für Fotografie
Das Museum ist als Ausstellungs-, Forschungs- und Dokumentationszentrum für das Medium Fotografie konzipiert. Retrospektiven gehören ebenso zum Programm wie die Aufmerksamkeit für vielversprechende Talente.
Als Hauptattraktion beherbergt es die Sammlung der Helmut Newton Stiftung. Der in Berlin geborene Fotograf hatte die Stiftung Ende 2003 kurz vor seinem Tod durch Herzinfarkt selbst noch gegründet und einen Vertrag mit der Stiftung Preußischer Kulturbesitz geschlossen. Darin ist festgelegt, dass die Stiftung nach schweizerischem Recht mit Sitz in Zürich das Erdgeschoss sowie das erste Obergeschoss dauerhaft als Ausstellungsfläche zur Nutzung erhält. In wechselnden Ausstellungen soll das fotografische Vermächtnis Newtons gezeigt werden und nach seinem Wunsch eine „lebendige Institution“ werden.
Im Jahr 2019 verzeichnete das Museum rund 128.000 Besucher.

Ausstellungsraum, 2020
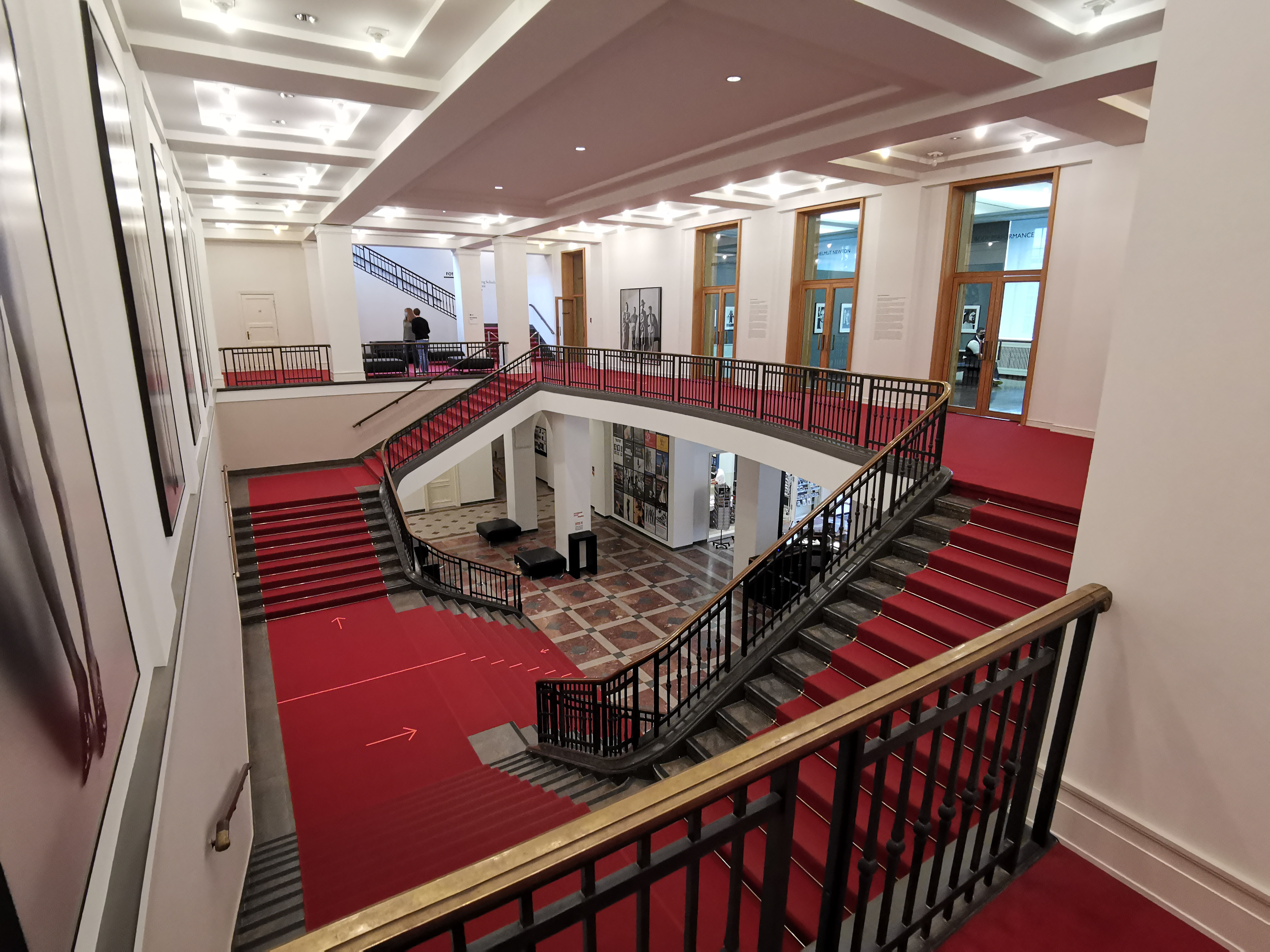
Foyer und Treppenhaus, 2020
Ausstellungsräume, 2020

## Ausstellungen
- Eröffnet wurde das Museum am 3. Juni 2004 mit der Doppelausstellung Us and Them und Sex and Landscapes in Anwesenheit von Newtons Witwe June, die selbst unter dem Pseudonym „Alice Springs“ zu einer renommierten Fotografin wurde. Ergänzend wurde im November 2004 die Dauerausstellung Helmut Newton’s Private Property im Erdgeschoss eingerichtet. Dort werden Gegenstände aus dem privaten Besitz Newtons, wie Kameras, Notizbücher und Teile seines Büros in Monte Carlo, gezeigt.
- 2010: Ein neuer Blick: Architekturfotografie aus den Staatlichen Museen zu Berlin.[4]
- 2011/2012: gute aussichten – junge deutsche fotografie.
- 2012: Das Koloniale Auge. Frühe Porträtfotografie in Indien.[5]
- 2013: Die nackte Wahrheit und anderes.[6]
- 2014/2015: Fotografie im Ersten Weltkrieg. Katalog.[7]
- 2016: Bernard Larsson – Leaving is Entering.[8]
- 2017/2018: Arbeiten in Geschichte. Zeitgenössische chinesische Fotografie und die Kulturrevolution (eine Ausstellung der Kunstbibliothek der Staatlichen Museen zu Berlin und der Gesellschaft für Deutsch-Chinesischen Kulturellen Austausch e. V. GeKA)
- 2024: Michael Wesely. Berlin 1860 – 2023
- 2024/25:  FOTOGAGA. Max Ernst und die Fotografie. Die Sammlung Würth zu Gast

## Filme
- Drei Fotomuseen in Berlin (Museum für Fotografie, Helmut Newton Stiftung, C/O Berlin) (= Museums-Check. Folge 90). Reportage, 30 Min., Moderation: Markus Brock, Produktion: 3sat. Erstausstrahlung: 13. April 2025.[9]